# Russell Edson
Russell Edson (Connecticut, 12 de dezembro de 1928 — 29 de abril de 2014) foi um poeta, romancista, argumentista e ilustrador norte-americano. Era filho do cartunista e argumentista Gus Edson . 
Estudou arte frequentando a Art Students League de Nova Iorque quando adolescente. Começou a publicar poesia na década de 1960. Suas honras como poeta incluem uma bolsa de estudos Guggenheim, um Whiting Award e várias bolsas da National Endowment for the Arts.
No início, Edson auto-publicou livros de pequeno formato e, posteriormente, numerosas coleções de poesia em prosa, fábulas, dois romances, Recital de Gulping e The Song of Percival Peacock, e um livro de peças com o título de The Falling Sickness. É sobretudo famoso pelos seus "poemas em prosa", com fortes contornos surrealistas e absurdistas, de um humor súbtil e sofistificado mas profundamente sarcástico.   É considerado um dos expoente máximos de poesia em prosa da literatura norte-americana contemporânea.  O seu livro final foi See Jack ( Universidade de Pittsburgh Press, 2009). 